# Anthony Benna
Anthony Benna (Cluses, 25 de septiembre de 1987) es un deportista francés que compite en esquí acrobático. Ganó una medalla de oro en el Campeonato Mundial de Esquí Acrobático de 2015, en la prueba de baches.

## Medallero internacional
| Campeonato Mundial | Campeonato Mundial    | Campeonato Mundial | Campeonato Mundial |
| Año                | Lugar                 | Medalla            | Competición        |
| ------------------ | --------------------- | ------------------ | ------------------ |
| 2015               | Kreischberg (Austria) | Medalla de oro     | Baches             |